# Orthobula spiniformis
Orthobula spiniformis is een spinnensoort uit de familie van de Trachelidae.
De wetenschappelijke naam van de soort werd in 2005 gepubliceerd door Tso et al.